# Paradelphacodes insolita
Paradelphacodes insolita är en insektsart som beskrevs av Dmitry A. Dmitriev 2000. Paradelphacodes insolita ingår i släktet Paradelphacodes och familjen sporrstritar. Inga underarter finns listade i Catalogue of Life.